# Prototskïie
Prototskïie - Протоцкие (rus) - és un khútor del krai de Krasnodar, a Rússia. Es troba al delta del riu Kuban, a la vora del Protoka. És a 21 km al nord de Poltàvskaia i a 91 al nord-oest de Krasnodar. Pertany a l'stanitsa de Txeburgólskaia.